# Санта-Ріта-ду-Сапукаї (мікрорегіон)

Санта-Ріта-ду-Сапукаї на карті штату Мінас-Жерайс

Санта-Ріта-ду-Сапукаї (порт. Microrregião de Santa Rita do Sapucaí) — мікрорегіон в Бразилії, входить в штат Мінас-Жерайс. Складова частина мезорегіону Південь і південний захід штату Мінас-Жерайс. Населення становить 138 860 чоловік на 2006 рік. Займає площу 3 290.623 км². Густота населення — 42.2 чол./км².

## Склад мікрорегіону
До складу мікрорегіону включені наступні муніципалітети:
1. Кашуейра-ді-Мінас
2. Кареасу
3. Консейсан-дас-Педрас
4. Консейсан-дуз-Орус
5. Кордісландія
6. Еліудора
7. Натерсія
8. Педралва
9. Санта-Ріта-ду-Сапукаї
10. Сілвіанополіс
11. Сан-Гонсалу-ду-Сапукаї
12. Сан-Жозе-ду-Алегрі
13. Сан-Жуан-да-Мата
14. Сан-Себастьян-да-Бела-Віста
15. Турволандія

| Бразилія | Це незавершена стаття з географії Бразилії. Ви можете допомогти проєкту, виправивши або дописавши її. |